# Homer (Louisiane)
Pour les articles homonymes, voir Homer.
La ville de Homer est le siège de la paroisse de Claiborne, dans l’État de Louisiane, aux États-Unis. Sa population s’élevait à 3 237 habitants lors du recensement de 2010, estimée à 2 964 habitants en 2016.

## Source
- (en) Cet article est partiellement ou en totalité issu de l’article de Wikipédia en anglais intitulé « Homer, Louisiana » (voir la liste des auteurs).